# Oh My Darling, Clementine
Oh My Darling, Clementine (gekürzt auch bloß „Clementine“) ist eine Western-Music-Ballade, deren Herkunft und Urheberschaft nicht gesichert scheint. Das Volkslied wurde weltweit vielfach rezipiert.

## Synopse
Es existieren mehrere Variationen des Liedtextes, jedoch handeln alle von der Tochter eines „Miner Forty-Niner“ und Geliebten (des Lieddichters bzw. Sängers) namens „Clementine“ sowie von deren Tod durch Ertrinken. Der Text erzählt, dass Clementine täglich Pferde zum Wasser führt und bei einem Male sich mit ihren Fuß stößt und in rauschendes Salzwasser fällt („fell into foaming brine“) und nicht vom Sänger gerettet wird, da dieser nicht schwimmen kann „But alas, I was no swimmer So I lost my Clementine“.

## Herkunft und Geschichte
Es scheint unklar, wann und von wem die Ballade stammt. Ein Werbeplakat von 1883 weist einen „Barker Bradford“ als Komponist und Liedtexter von „Clementine“ aus. Es kommt jedoch auch ein gewisser „Percy Montrose“ infrage.
Gesichert ist dagegen, dass die erste Version, die die Billboard-Charts erreichte, die von Bing Crosby war, der diese am 14. Juni 1941 aufgenommen hatte.
In seinem Buch South from Granada behauptet der britische Schriftsteller und Hispanist Gerald Brenan (1894–1987) die Melodie stamme aus einer alten spanischen Ballade, die durch mexikanische Bergleute während des kalifornischen Goldrauschs populär wurde. Die Melodie käme aus Romance del Conde Olinos o Niño, einer traurigen Liebesgeschichte, die unter den spanischsprachigen Kulturen bekannt sei.
Mitglieder der Western Writers of America wählten das Volkslied im Jahr 2010 zu einem der „Top 100 Western-Songs aller Zeiten“.

## Interpreten (Auswahl)
Im Laufe der Jahre wurden zahlreiche Versionen des Songs aufgenommen.

### Version von Percy Montross
In einer Version von Percy Montross endet das Lied ironisch, absurd mit "Though in life I used to hug her, now she's dead—I'll draw the line."

### Version vonBobby Darin
Bobby Darin hat eine Version des Songs aufgenommen, die dem US-amerikanischen Songwriter Woody Harris (1911–1985) zugeschrieben wird und in der Clementine als übergewichtige (299-Pfund) Frau neu interpretiert wird. Nachdem sie ins Wasser gefallen ist, impliziert Bobby Darin, dass Clementine sich in einen Wal verwandelt hat und ruft denen auf hoher See zu, sie sollen nach ihr Ausschau halten: "Hey you sailor, way out in your whaler, a-with your harpoon and your trusty line, if she shows now, yell... there she blows now It just may be chunky Clementine".

### Version vonJan and Dean
Jan and Dean kamen mit ihrer im November 1959 veröffentlichten Version von Clementine, auf Platz 65 der Billboard Hot 100.

### Version vonTom Lehrer
Tom Lehrer nahm auf seinem Live-Album An Evening Wasted with Tom Lehrer eine Reihe von Variationen des Songs auf. Er spielte die erste Strophe im Stil von Cole Porter, die Zweite in einem Klassikstil, die dritte im Bebop-Sound und die letzte Strophe im Stil von Gilbert and Sullivan.

### Andere Interpreten
- Ein Arrangement der Version von Crosby durch Hal Hopper und John Scott Trotter beinhaltet einen Verweis auf Gene Autry.[5]
- Fernsehmoderator Jack Narz nahm das Lied für sein 1959 erschienenes Album Sing the Folk Hits With Jack Narz auf.
- Die US-amerikanische Pop- und Schlagersängerin Connie Francis nahm ihre Interpretation der Ballade in das im Jahr 1961 erschienene Album Connie Francis Sings Folk Song Favorites auf.[6]
- 1963 veröffentlichte der Schlagersänger Ronny ein deutschsprachiges Cover unter dem Titel Oh My Darling Caroline,[7]  welches 1964 Platz 1 der deutschen Hitparade erreichte.[8] Ralf Paulsen coverte diese Version 1997.[9]
- Der österreichische Schlagersänger Freddy Quinn nahm das Lied in sein im Jahr 1989 veröffentlichtes Album Green Green Grass of Home auf.
- Der österreichische Musiker Jonny Hill nahm das Lied im Jahr 1982 in einer englischsprachigen und einer deutschsprachigen Version auf.[10]
- Elliott Smith ließ sich bei zwei seiner Songs von Oh My Darling, Clementine inspirieren. Das Erste trägt den Namen Clementine und erschien in seinem 1995 veröffentlichten Album Elliot Smith, das Zweite (Sweet Adeline) erschien drei Jahre später im Album XO.
- Im Jahr 2004 nahm Westlife das Lied für das Album Allow Us to Be Frank auf.
- 2012 nahmen Neil Young und Crazy Horse auf ihrem Album Americana eine Moll-Hardrock-Version von „Clementine“ auf.

## Rezeption in Medien und Wissenschaft (Auswahl)

### Film
- Das Lied wird im Vorspann sowie als Hintergrundmusik des 1946 erschienenen gleichnamigen Films My Darling Clementine verwendet.
- In dem im Jahr 1952 erschienenen Kurzfilm Magical Maestro des MGM-Zeichentrickstudios wird der Hund Butch von einem Zauberer in einen Country-Sänger verwandelt, der den Hauptvers des Liedes singt.
- In dem 1956 erschienenem Hindi-Film C.I.D. wurde die Melodie auf das Lied "Yeh Hai Bombay Meri Jaan" angewendet.[11]
- Im 1994 erschienenen Film Wolfsblut 2 - Das Geheimnis des weißen Wolfs singt die Figur Henry Casey (gespielt von Scott Bairstow) dieses Lied kurz.
- Im 2004 erschienenen Film Vergiss mein nicht! gibt es zwei Hinweise auf das Lied (insbesondere seine Verwendung durch Huckleberry Hound): einen am Anfang und einen am Ende, beide in Bezug auf den Namen von Clementine (gespielt von Kate Winslet). Joel (Jim Carrey) erwähnt Clementine gegenüber das Lied, als sie sich vorstellen, und Clementine singt den Refrain für Joel in einem Zug nach Montauk.[12]

### Fernsehen
- 1985 veröffentlichte Akimi Yoshida eine japanische Manga-Serie namens Banana Fish, darin wird das Lied von Militärsoldaten gesungen und später von einer Nebenfigur namens Shorter erwähnt.
- 1992 sang Peter Brooke, Staatssekretär für Nordirland, „Darlin’ Clementine“ in einer Late Night Show im irischen Fernsehen. Nur wenige Stunden zuvor waren acht Menschen (sieben davon Zivilisten) beim Anschlag von Teebane 1992 getötet worden. Brooke wurde kurz darauf zum Rücktritt gezwungen.[13][14][15]
- In der 2001 erschienenen Folge Mord nach Takten der Fernsehreihe Columbo singt Lieutenant Columbo (gespielt von Peter Falk) den ersten Vers des Liedes zusammen mit Billy Connollys Charakter Findlay Crawford. Columbo singt das Lied auch in der 1978 erschienenen Folge Mord in eigener Regie.[16]
- Die im Mai 2020 veröffentlichte 5. Staffel der Fernsehserie Outlander führt zwei Versionen des Songs: die erste in Episode 7, von dem Charakter Brianna Randall Fraser (gesungen von Sophie Skelton); die zweite in Episode 8, von Roger Wakefield (Stimme + Gitarre), gespielt vom schottischen Schauspieler Richard Rankin. Neben dem typischen Refrain werden vier Strophen des Liedes gesungen. Diese Versionen wurden von Bear McCreary komponiert.
- Eine verstümmelte Wiedergabe von „Darling Clementine“ ist die Erkennungsmelodie von Huckleberry Hound. Sie endet oft mit „Oh my darling, what’s her name“.
- In der im Jahr 2020 veröffentlichten koreanischen Netflixserie It’s Okay to Not Be Okay kommt der Song in mehreren Folgen vor.
- In der M*A*S*H-Folge „Movie Tonight“ der 5. Staffel, die im Februar 1977 ausgestrahlt wurde,[17] singt die Figur Colonel Potter (gespielt von Harry Morgan) einen Teil des Liedtextes in der letzten Szene der Folge und weitere Figuren stimmen mit ein. Die Episode endet, als alle den Text „Dreadful sorry, Clementine“ singen.
- In Staffel 6, Folge 1 bei Star Trek: Raumschiff Voyager (Ausstrahlung im Jahr 1999) singen Jeri Ryan und Robert Picardo einen Teil des Liedes, während Picardo in seiner Rolle als Hologramm-Doktor eines der Borg-Implantate von Seven of Nine umprogrammiert.

### Gesang
Bei folgenden Liedern wurde die Melodie übernommen oder sind diese von Clementine inspiriert:
- Xīnnián Hǎo; ein chinesisches Neujahrslied.[18]
- Dip The Apple In The Honey; ein jüdisches Neujahrslied.[19]
- Swagger Jagger von Cher Lloyd[20]
- There Are 7 Days In A Week; Lied von Barney

### Andere
- In dem George-Orwell-Roman Farm der Tiere (erschienen im Jahr 1945) erklärt das Schwein Old Major seinen Traum von einer von Tieren kontrollierten Gesellschaft und singt die Hymne Beasts of England. Die Melodie des Liedes wird im Roman als eine Kombination aus "La Cucaracha" und "Oh My Darling, Clementine" beschrieben.[21]
- Der mit Plutonium betriebene Forschungsreaktor Clementine wurde 1946 im Los Alamos National Laboratory gebaut und nach dem Lied benannt, da „49“ als Codewort für Plutonium verwendet wurde.
- Der vom ZDF für die Fußball-Weltmeisterschaft 1998 als Titelmelodie genutzte Song Carnaval de Paris von Dario G. zitiert die Melodie von Oh My Darling, Clementine.
- Das 1982 erschienene Videospiel Miner 2049er verwendet die Melodie als Titelmusik.
- Die NASA-Sonde Clementine wurde nach dem Lied benannt.
- Im Jahr 2018 erschienenen Videospiel The Walking Dead: The Final Season spielt eine Figur namens Louis das Lied der anderen Spielfigur Clementine auf seinem Klavier vor.
- Im 2018 erschienenen Videospiel Red Dead Redemption 2 singt die Figur Abigail (intoniert von Cali Elizabeth Moore) das Lied und wird dabei von ihrem Sohn mit einer Mundharmonika begleitet. Auch eine Hauptfigur namens John Marston singt einen Ausschnitt des Liedes, wenn er untätig oder betrunken ist. Außerdem sind in der fiktiven Stadt Saint Denis mehrere NPC zu hören, die die Melodie pfeifen.
- In der koreanischen Netflix-Serie It’s Okay to Not Be Okay ist das Lied ein immer wiederkehrendes Motiv, das auf die Vergangenheit der Protagonistin verweist.